# Homapoderus ashantensis
Homapoderus ashantensis es una especie de coleóptero de la familia Attelabidae.

## Distribución geográfica
Habita en Ghana.